# 양산 통도사 광무4년명 감로탱
양산 통도사 광무4년명 감로탱(梁山 通度寺 光武四年銘 甘露幀)은 대한민국 경상남도 양산시 통도사에 보존되어 있는 조선시대의 감로도이다. 
2002년 8월 14일 경상남도의 유형문화재 제376호 통도사 광무4년 감로탱으로 지정되었다가, 2018년 12월 20일 현재의 명칭으로 변경되었다.

## 개요
통도사에 보존되어 있는 그림으로, 감로탱이라 함은 지옥에 빠진 중생을 극락으로 인도해주는 장면을 그린 불화이다.
이 감로탱은 비단 바탕에 채색하여 그려진 것으로, 화면은 크게 상하 이단으로 구분하여 상단 중앙에 칠여래상(七如來像)이 연꽃 위에 서 있고, 그 아래에는 향로·촛대·꽃·과자가 성대하게 차려진 제단이 설치되어 있다. 여래상의 좌우에는 각각 인로왕보살과 지장·관음·대세지보살이 배치되어 있다. 좌우 보살상의 아래쪽에는 성곽을 배경으로 왕과 군중들의 행차장면과 범패(梵唄)와 작법(作法)을 행하는 의식승의 모습이 각각 묘사되어 있다. 그리고 언덕의 능선과 구름으로 화면 상하단을 경계짓고 있으며, 하단 중앙에는 구름과 화염에 둘러싸인 거대한 아귀 2구를 중심으로, 그 주변에 지옥 장면과 사당패의 줄타기 장면, 싸움·전쟁 등의 모습이 묘사되어 있다.
화면의 아래쪽 부분에 있는 기록에 의하면 이 감로탱은 대한 광무 4년(1900)에 제작되었음을 알 수 있다.
통도사 광무4년명 감로탱은 작품의 상태, 도상 및 화풍 등으로 볼 때 조선시대 불교회화사 연구에 중요한 학술적 자료로 평가된다.

## 참고 문헌
- 양산 통도사 광무4년명 감로탱 - 국가유산청 국가유산포털